# Libythea violacea
Libythea violacea är en fjärilsart som beskrevs av Ruggero Verity 1950. Libythea violacea ingår i släktet Libythea och familjen praktfjärilar. Inga underarter finns listade i Catalogue of Life.